# Municipio de Schriever
El municipio de Schriever (en inglés, Schriever Township) es una subdivisión territorial del condado de Gregory, Dakota del Sur, Estados Unidos. Según el censo de 2020, tiene una población de 25 habitantes.
Abarca una zona exclusivamente rural.

## Geografía
Está ubicado en las coordenadas 43°7′13″N 98°57′35″O / 43.12028, -98.95972. Según la Oficina del Censo de los Estados Unidos, tiene una superficie total de 61.56 km², correspondientes en su totalidad a tierra firme.

## Demografía
Según el censo de 2020, hay 25 personas residiendo en la zona. La densidad de población es de 0.41 hab./km². El 84 % de los habitantes son blancos, el 12 % son amerindios y el 4% es de una mezcla de razas. No hay hispanos o latinos viviendo en la región.